# RSKエキサイトナイター
RSKエキサイトナイター（アールエスケーエキサイトナイター）は、RSKラジオで放送されているプロ野球ナイター中継である。
本項では、サッカー中継である『ファジアーノ岡山実況生中継 ラジオを聴いて応援しよう』（ファジアーノおかやまじっきょうなまちゅうけい ラジオをきいておうえんしよう）についても述べる。

## 概要
全国向けに制作されている読売ジャイアンツ主体のカードを主に放送している。そのため、隣県の広島東洋カープ戦中継専門の中国放送や、阪神タイガース戦中心の朝日放送ラジオやMBSラジオと放送内容がかち合うことが少ない（ただ、ラジオ関西とかち合うことはある。同様の例が山口放送のKRYエキサイトナイター）。
なお、倉敷マスカットスタジアム（過去には岡山県野球場）で阪神タイガースが主催試合を行うことがあるが、岡山県内に朝日放送ラジオやMBSラジオを直接受信できる地域が多いことや、2012年以前は山陽新聞社以外の新聞社が主催していたため、全国放送カードにならない限り、RSKラジオでの当該カードの差し替え放送は行っていない。
過去に同球場で行われた広島東洋カープ主催の試合は山陽新聞社が主催していたが、全国放送カードを優先した年度と特別に中国放送からネット受けした年度があった。また。過去には自社制作を行ったことがあった。
実例として、1971年9月4日（土曜日）の広島対中日戦を、山陽放送がJRN予備およびCBCラジオ向けを兼ねて自社制作した（解説：長谷川良平・実況：松嶋信之）。なお、中国放送はローカル番組として制作した（解説；津田一男・実況：安田誠一）。
読売ジャイアンツが同球場で主催ゲームを行う場合は、平日開催時は全国ネット本番となることが多いため、巨人戦中継の放送権料を節減する関係で他カード（ニッポン放送=ヤクルト主催、TBSラジオ=DeNA・阪神・中日主催。まれに広島主催も）を本番としない限り、ネットされる機会が多い。
現在のタイトルに改題される以前は、1990年度までは『RSKラジオナイター（アールエスケイラジオナイター）』というタイトルで放送していた（現タイトルに改題された時期は1991年度から）。

## 放送内容
- 金：NRNナイター（キー局：ニッポン放送）のネット

1997年までJRN単独加盟だった関係でナイター中継は毎日主にTBSラジオ発だった。その逆が対岸香川県の西日本放送ラジオで、こちらはNRN単独加盟だった関係で土・日は文化放送発、火曜から金曜はニッポン放送発、またNRNが放送権を失っていた時期の巨人主催ゲームは、テレビ系列が日本テレビ系列だった関係からRFラジオ日本発だった。
なお、2009年までは土曜・日曜もJRNナイターを放送していたが、原則廃止となったことを受けてRSKでの週末ナイターの放送も日本シリーズを除いて休止となった。
放送時間は18:00から最大延長の場合2009年までは23:00までだったが、2010年以降は22:00に変更された。RSKラジオの新編成により2015年度は18:20から21:50までの放送となる。
2017年までは火曜日にも放送されていたが、TBSが2017年限りでプロ野球中継関連の業務から撤退したため、2018年から火曜日の中継を終了。終了後2023年までは『アフター6ジャンクション』の同時ネットを実施。
2024年から、ナイター中継のレギュラー編成は毎週金曜日のみの放送となる。ナイター中継を編成しない火曜日は『アフター6ジャンクション』から放送枠を引き継いだ『荻上チキ・Session』を同時ネットする一方で、水・木曜日のナイター中継を廃止。水曜日には自社制作で日曜日に放送されていた『OKYAAAMA!〜大都会オカヤマな夜〜』を19:00 - 21:00に曜日移動・1時間拡大の上で編成する。また木曜日には自社制作の新音楽番組『キューン！MUSIC』を19:00 - 21:00で放送開始。なおJRN/NRNクロスネット局での水・木曜日のナイター中継廃止は、2019年から既に廃止している南海放送と、2024年から廃止となる和歌山放送・南日本放送と合わせて4局となる。2025年度も同様の対応を取っているが、『アフター6ジャンクション』の後継番組でこの年度から放送時間帯を移動した『アフター6ジャンクション2』の同時ネットは行っていない。
日本シリーズ中継は、2010年以降も土・日開催分はJRNラインでネットする。それ以外はレギュラーシーズンと同じだが、NRN受けの第4・5戦のうち片方が関東発の場合文化放送制作となり、関西発が第3戦のみMBSラジオ発でそれ以外の試合は朝日放送ラジオ発になっていた。2017年度限りで中継のネットを廃止している。

### 制作担当局（2018年から）
| 地域（球団）／曜日               | 水  | 木  | 金  |
| 基本系列                         | NRN | NRN | NRN |
| 北海道（日）                     | STV | STV | STV |
| 宮城県（楽）                     | TBC | TBC | TBC |
| 関東広域圏（巨・ヤ・横・西・ロ） | LF  | LF  | LF  |
| 中京広域圏（中）                 | SF  | SF  | SF  |
| 近畿広域圏（神・オ）             | MBS | MBS | ABC |
| 広島県（広）                     | RCC | RCC | RCC |
| 福岡県（ソ）                     | KBC | KBC | KBC |
| -------------------------------- | --- | --- | --- |

## サッカー中継
- 2010年より土曜・日曜のみJリーグのファジアーノ岡山のホームゲーム戦中継を行っており（番組名は『ファジアーノ岡山実況生中継 ラジオを聴いて応援しよう』）、以前は平日に中継された時期もあった。
- 2021年には16試合放送と、AMラジオにおけるJリーグ中継の中ではかなり多い。
- 基本としてRSKラジオのみで中継する[3]が、対戦カードによってはアウェー側地元局にも同時ネットで放送される場合がある（この場合はアウェー側地元局からもアナウンサーが派遣される）[注 1]。
- アウェーゲームの中継は基本的に行っていないが、ファジアーノ岡山が進出した2016年のJ1昇格プレーオフ決勝戦（キンチョウスタジアムでのセレッソ大阪戦）については、特例でニッポン放送の『Jリーグ RADIO』をネット受けで放送している。

### 出演者

#### 解説
- 中尾孝司（ファジアーノ創設時からの熱狂的なファン）
- 椋原健太（元ファジアーノ岡山所属。2021年シリーズより解説に加わる。）

#### 実況アナウンサー
- 坂俊介
- 竹内大樹